# Baratinha
A baratinha ou barata-germânica (Blatella germanica) é uma espécie de barata. É um inseto da ordem Blattodea, da família Blattellidae, doméstico e cosmopolita. A espécie possui pequeno tamanho, coloração castanho-clara, com duas faixas longitudinais escuras no pronoto (primeiro esclerito do protórax). Também é conhecida pelos nomes de barata-alemã, barata-loira, barata-francesa, baratinha-francesa e francesinha. Do pequeno número de baratas que são consideradas pragas domésticas, a barata-germânica é um dos casos mais preocupantes. Mede entre 10–15 mm de comprimento e é originária da região sul da Ásia. Possuí um par de asas, e embora não possa voar, costuma agita-las quando se sente ameaçada.

## Biologia e status de praga
A Blatella germanica normalmente ocupa construções humanas, mas seu habitat é particularmente associado a restaurantes, locais de processamento de alimentos e hotéis. Em climas frios, pode ser encontrada em domicílios com aquecedores pois não sobrevive a baixas temperaturas. Mesmo que possam morrer rapidamente em tais condições, baratas-germânicas já foram achadas em uma relação de inquilinismo em construções situadas em Alert, Nunavut. Situações semelhantes foram igualmente detectadas nas regiões mais frias da Patagônia.
Anteriormente se pensava ser uma espécie nativa da Europa, mas depois foi considerada como uma espécie emergente da região da Etiópia, no nordeste da África. Contudo evidências recentes sugerem que ela é originária do sudeste asiático. Independente da sua verdadeira região original, a sensibilidade da barata-germânica a climas frios apontam que sua origem ocorreu em climas quentes, e é considerada praga domiciliar desde os tempos antigos graças a transportes acidentais em cargas humanas. A espécie agora tem uma distribuição cosmopolita, tendo o status de praga em todos os continentes, exceto na Antártica, como também na maioria das ilhas do planeta. A sua presença na maioria das regiões acabou resultando em diferentes nomes nas mais variadas culturas. Um exemplo disso é que na Alemanha,  origem do termo germânica, a espécie recebe o nome de Barata-russa.
Embora noturna, a Barata-germânica pode aparecer ocasionalmente de dia, especialmente se a população da espécie tiver sofrido algum distúrbio. Entretanto, é mais frequentemente vista no final da tarde, quando acidentalmente alguém aponta uma luz em cômodos vazios no escuro, como em uma cozinha enquanto a barata está a procura por comida. Quando ameaçada a espécie emite um odor desagradável e agita as asas.
Segundo um estudo publicado no Journal of Scientific Reports em 2019, as baratas alemãs estão a tornar-se quase impossíveis de matar. Tendo sido sujeitas a muitos pesticidas diferentes ao longo do tempo, tornaram-se praticamente imunes a boa parte deles.

## Dieta
A Barata-germânica é onívora e detritívora. São particularmente atraídas por carne, amido, açúcar e alimentos gordurosos. Quanto a comida é escassa, podem se alimentar de coisas encontradas em casa, tais como sabão, colas e pasta de dente. Em situações extremas podem ter comportamento canibal.